# 渋川驍
渋川 驍（しぶかわ ぎょう、1905年3月1日 - 1993年1月24日）は、日本の小説家、文芸評論家。福岡県福岡市生まれ。本名・山崎武雄。東京帝国大学倫理学科卒。同人誌『日暦』、『人民文庫』などに参加して小説家として立つ。1938年、『龍源寺』で第7回芥川龍之介賞候補。戦後は評論にも進出した。

## 著書
- 竜源寺 小説集 竹村書房 1938
- 浅瀬 赤塚書房 1939
- 樽切湖 春陽堂書店 1940
- 山雀日雀 八雲書店 1943
- 鳴竜 肇書房 1944
- 柴笛 筑摩書房 1946
- 残照 生活社 1948
- 宇野浩二回想 川崎長太郎・上林暁共編 中央公論社 1963
- 島崎藤村 筑摩書房 1964
- 森鷗外 作家と作品 筑摩叢書 1964
- 議長ソクラテス 筑摩書房 1965
- 黒南風 筑摩書房 1966
- 宇野浩二論 中央公論社 1974
- 出港 青桐書房 1982
- ガラス絵 青桐書房 1984
- 銀色の線路 青桐書房 1987
- アカンサスの花 青桐書房 1990
- 潮間帯 第1－4部 青桐書房 1992-93
- 書庫のキャレル 文学者と図書館 制作同人社 1997